# Kirchliche Begräbnisfeier

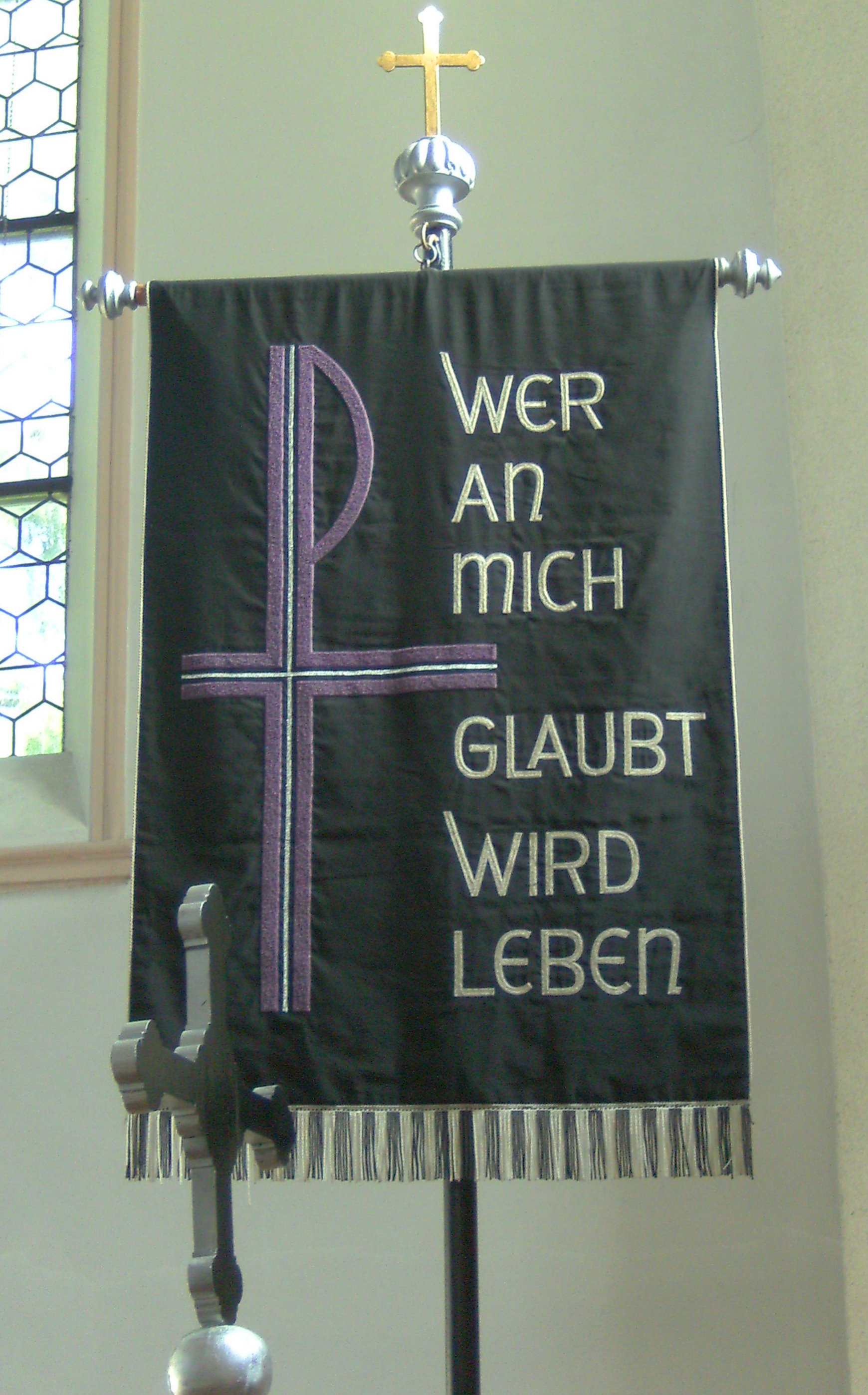
Totenfahne bei einer kirchlichen Begräbnisfeier

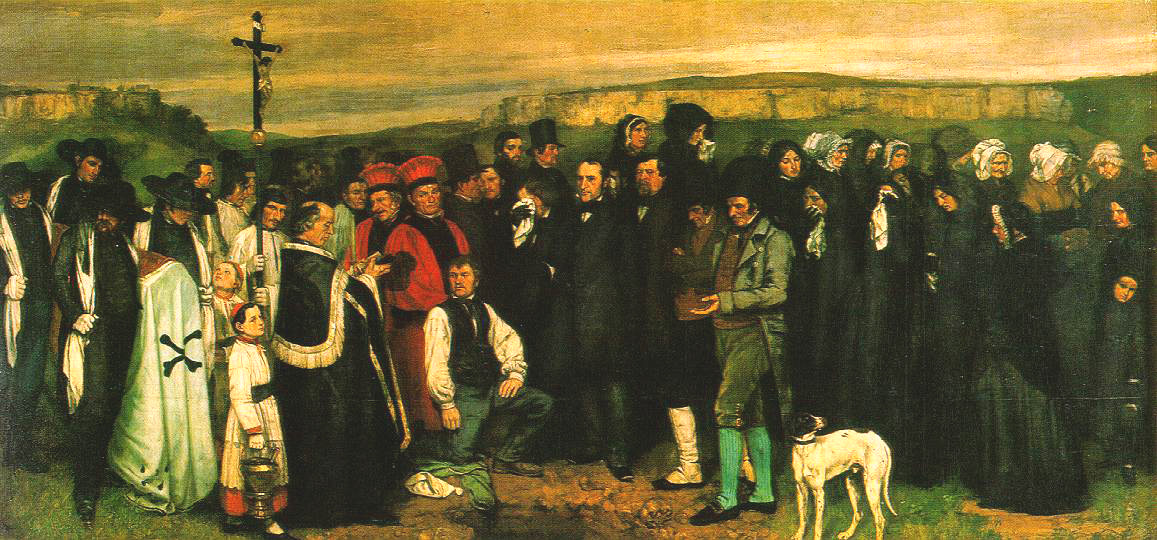
Kirchliche Begräbnisfeier, Gustave Courbet, 1850

Die kirchliche Begräbnisfeier (Exequien von lateinisch Exsequiae, zu exsequi „hinausgeleiten, aussegnen“) ist die liturgische Feier der Verabschiedung und Bestattung eines römisch-katholischen Christen. Die kirchliche Begräbnisfeier gehört zu den Sakramentalien.
In der Begräbnisfeier wird der Glaube an die Auferstehung der Toten und die fortdauernde Gemeinschaft (lat. communio) der lebenden und verstorbenen Christgläubigen bekannt und gefeiert. Kernelemente der Feier sind: Verkündigung des Wortes Gottes, Verabschiedung des Verstorbenen und Fürbitte für ihn bei Gott, die Feier der heiligen Messe (Requiem) und der letzte Gruß an den Verstorbenen.
Waren die Exequien vor der Liturgiereform deutlich vom Gedanken der Trauer geprägt, so bestimmte die Konstitution Sacrosanctum Concilium des Zweiten Vatikanischen Konzils 1963, dass „der Ritus der Exequien […] deutlicher den österlichen Sinn des christlichen Todes ausdrücken und besser den Voraussetzungen und Überlieferungen der einzelnen Gebiete entsprechen soll.“

## Geschichte
Das frühe Christentum lehnte sich beim Begräbnis der Toten zunächst an die Gepflogenheiten der jüdischen und heidnischen Umgebung an. Statt einer Leichenverbrennung wurde die Erdbestattung nach dem Vorbild Jesu Christi praktiziert und verteidigt. An die Stelle einer exzessiven Totenklage traten Psalmengesang, Lesung und Gebet. Die Sorge um Sterbende und Tote galt als Liebespflicht der Angehörigen und der ganzen christlichen Gemeinde.
Eine zusammenhängende Sterbe- und Begräbnisliturgie ist erst aus dem 7./8. Jahrhundert überliefert und wurde in klösterlichen Gemeinschaften gefeiert. Es handelte sich um einen einzigen durchgehenden Gottesdienst, der mit der Spendung der Sterbekommunion begann und mit der Bestattung und der Schließung des Grabes endete. Elemente des Rituals waren die Sterbegebete, durchgehender Gesang von Psalmen und Responsorien, aus dem sich das Totenoffizium entwickelte, das Requiem und die Prozession zum Begräbnisort mit der Beisetzung.
Bis zum 17. Jahrhundert (Rituale Romanum von 1614) teilte sich dieser zusammenhängende Gottesdienst in mehrere Feiern auf. Sterbeliturgie und Bestattung waren voneinander getrennt, das Herrichten des Leichnams und die Überbrückung der Zeit bis zur Beisetzung waren nicht mehr in einen gemeinsamen Gottesdienst eingebettet, sondern Sache privater Sorge und Gestaltung. Die Begräbnisfeier bestand nun aus dem unmittelbar aufeinanderfolgenden Abholen des Leichnams im Sterbehaus mit Prozession zur Kirche, der Messfeier und Absolution, Prozession zum Friedhof und Bestattung. Mit der Entfaltung der Lehre vom Fegefeuer hatte sich der österliche Charakter der Liturgie zu einer stärkeren Betonung der Sühne angesichts des Partikulargerichts gewandelt, der Gebrauch schwarzer Gewänder wurde üblich. Am Ende des Requiems wurde am Sarg ein Bußritus mit Absolution vollzogen; war der Sarg nicht in der Kirche, geschah dies an einem Scheinsarg, der Tumba. Diese Liturgie blieb bis zur Reform durch das Zweite Vatikanische Konzil in Geltung.

## Formen der Begräbnisfeier
Das Begräbnis kann, je nach den örtlichen Umständen, als Feier mit drei Stationen (Grundform), zwei Stationen oder einer Station begangen werden. Drei Stationen ergeben sich, wenn in unmittelbarer zeitlicher Verbindung mit der Beisetzung auch eine heilige Messe oder eine Wort-Gottes-Feier in der Kirche stattfindet. Wo es möglich ist, soll der Leichnam in die Kirche gebracht und die heilige Messe in dessen Gegenwart gefeiert werden. Immer soll die brennende Osterkerze als Symbol des auferstandenen Christus bei der heiligen Messe an hervorgehobenem Platz stehen, gegebenenfalls beim Sarg. Die Tumba als „Scheinsarg“ in der Kirche ist seit dem Zweiten Vatikanischen Konzil abgeschafft. Beim kirchlichen Begräbnis soll „weder im Ritus noch im äußeren Aufwand ein Ansehen von Person oder Rang gelten“.
Die kirchliche Begräbnisfeier wird im Allgemeinen von einem Priester oder Diakon geleitet, sie kann aber im Falle einer Beauftragung durch den zuständigen Bischof auch von Gottesdienstbeauftragten geleitet werden. Die liturgische Farbe ist schwarz und kann seit der Liturgiereform auch durch violett ersetzt werden. Die Kasel oder Dalmatik wird nur zum Requiem getragen, beim Wortgottesdienst und zur Prozession zum Grab trägt der Geistliche den Rauchmantel über der Albe mit Stola oder über Talar, Chorrock und Stola. Gottesdienstbeauftragte tragen ortsübliche Kleidung, die von der geistlicher Amtsträger unterschieden ist. Falls möglich und üblich, sollen Angehörige, Nachbarn und Freunde liturgische Dienste beim Begräbnis übernehmen.
Das Begräbnis eines Kindes hat im Ablauf dieselben Strukturen, jedoch immer eigene Texte für die Lesungen und Gebete.
Da nach katholischem Glaubensverständnis der Mensch mit seiner Zeugung entsteht, sind in jüngerer Zeit entsprechende Hinweise für die menschenwürdige Bestattung von Totgeburten und Fehlgeburten ergangen.

### Begräbnis mit drei Stationen
- Die Feier beginnt am Ausgangspunkt (Trauerhaus, Friedhofs- oder Kirchenportal, Trauerhalle) mit einem Eröffnungsteil, Psalmgebet, Kyrieruf und Oration, und es schließt sich eine Prozession zur Kirche an.
- In der Kirche folgt die heilige Messe oder die Wort-Gottes-Feier mit dem üblichen Ablauf, jedoch ohne Einleitung und Bußakt, beginnend mit den Lesungen. Wenn sich die Beisetzung unmittelbar anschließt, entfällt die Entlassung.
- Die dritte Station ist die Beisetzung am Grab.

Die Reihenfolge der Stationen kann auch wechseln: Die heilige Messe oder die Wort-Gottes-Feier können als erste Station oder nach der Beisetzung als dritte Station stattfinden. Auch die Reihenfolge Kirche – Trauerhalle (Friedhofskapelle) mit Verabschiedung – Beisetzung am Grab ist möglich.
Die drei Stationen werden durch einen gemeinsamen Weg (Prozession) verbunden. Sie bringen zum Ausdruck, dass der Verstorbene auf seinem letzten irdischen Weg von der Gemeinde begleitet wird. Dies kann in Stille stattfinden, es können auch Psalmen oder der Rosenkranz gebetet werden oder es werden Antiphonen oder Lieder gesungen. Mancherorts erklingt auch Instrumentalmusik. Seit dem 8. Jahrhundert ist die Antiphon In paradisum als Element der Sterbeliturgie bekannt, seit dem 17. Jahrhundert als Gesang beim Begräbnis: „Zum Paradies mögen Engel dich geleiten.“
Vielerorts wird während des Begräbnisses die Totenglocke geläutet und die Beisetzung mit einem Gruß an die Gottesmutter abgeschlossen. Bei Beerdigungen von Klerikern und Personen des geweihten Lebens wird am Ende die marianische Antiphon Salve Regina gesungen.

### Begräbnis mit weniger Stationen
Findet kein Gottesdienst in der Kirche statt – weil etwa die Entfernung zum Friedhof zu groß ist –, wird als erste Station ein Wortgottesdienst am Sarg in der Friedhofskapelle oder Trauerhalle gehalten. Eine Prozession führt zum Grab, wo sich als zweiter Teil die Beisetzung anschließt. Beim Begräbnis mit einer Station versammelt sich die Trauergemeinde am Grab, auf dem Friedhof oder im Krematorium. Der Gottesdienst besteht aus einer Eröffnung, der Verkündigung des Wortes Gottes, fürbittendem Gebet und der Verabschiedung. Diese Form wird auch angewandt, wenn keine Beisetzung stattfindet, sondern Sarg oder Urne später oder an anderem Ort beigesetzt werden.
In beiden Fällen wird vielerorts des Verstorbenen in einer heiligen Messe in zeitlichem Abstand zu Verabschiedung und Beisetzung gedacht, etwa am Abend des Tages der Beisetzung oder am folgenden Tag oder auch zwar unmittelbar vor der Beisetzung, aber ohne Prozession.

### Beisetzung
Die Beisetzung des Sarges auf dem Friedhof hat folgenden Ablauf:
- Segnung des Grabes mit Weihwasser und Oration
- Einleitung, meist mit einem Schriftwort
- Ankündigung der Einsenkung des Sarges ins Grab mit den Worten: „Wir übergeben den Leib der Erde. Christus, der von den Toten auferstanden ist, wird auch unseren Bruder [unsere Schwester] N. N. zum Leben erwecken.“
- Einsenken des Sarges ins Grab – Begleitwort: „Ich bin die Auferstehung und das Leben. Wer an mich glaubt, wird leben, auch wenn er stirbt, und jeder, der lebt und an mich glaubt, wird in Ewigkeit nicht sterben.“
- Besprengen des Sargs mit Weihwasser, Inzens des Sarges, jeweils mit Begleitworten
- Der Leiter des Begräbnisses wirft Erde auf den Sarg – Begleitwort: „Von der Erde bist du genommen und zur Erde kehrst du zurück. Der Herr aber wird dich auferwecken.“
- Kreuzritus: Der Leiter steckt mit einem Begleitwort das Kreuz in die Erde oder macht das Kreuzzeichen über das Grab.
- gegebenenfalls Gedenkworte nach örtlichem Brauch
- Glaubensbekenntnis, Lied oder Canticum
- Fürbitten für
  - den Verstorbenen und alle Verstorbenen
  - die Trauernden
  - die Lebenden, speziell für den, der aus den Reihen der Trauergäste als Nächstes sterben wird.
- Vaterunser
- Schlussoration und Abschlussbitte im Wechsel mit der Gemeinde: „Herr, gib ihm/ihr und allen Verstorbenen die ewige Ruhe, und das ewige Licht leuchte ihnen. Lass sie ruhen in Frieden. Amen.“
- Segen
- evtl. Ave Maria oder ein Marienlied.

Der in alter Zeit in der katholischen Kirche übliche Begräbnisritus, wonach das Grab im Beisein eines Priesters und der Begräbnisteilnehmer geschlossen und währenddessen die letzten Gesänge und Zeremonien abgewickelt wurden, kam in den 1920er Jahren – da für die Angehörigen nicht mehr zumutbar – außer Übung. Die lauten und dumpfen Geräusche, die bei der Verfüllung des Grabes durch Erdklumpen und Steine entstehen können, erregten immer wieder Anstoß bei den Trauergästen, weshalb sich die Bischöfe veranlasst sahen, es den Priester frei zu stellen, von der alten Übung abzugehen und künftig die zeremoniellen Handlungen bei offenem Grab zu verrichten, während das Grab erst nach der Entfernung des Priesters und der Leidtragenden geschlossen wird. In den Fällen, bei denen dies von der Bevölkerung oder den Angehörigen des Verstorbenen gewünscht wurde, war diese Änderung verpflichtend.

### Begleitende Gottesdienste
Mancherorts ist es Brauch, vor der Überführung des Leichnams zur Aufbahrung die „Verabschiedung“ (regional auch „Aussegnung“ genannt) im Sterbehaus als kurzen Gebetsgottesdienst zu gestalten. Ebenfalls ist es regional üblich, den Tod durch ein Totengeläut mitzuteilen. Die Totenwache und das Totenoffizium werden nur noch in einigen Gegenden und im geweihten Leben gepflegt. Neben dem Sarg kann eine Kerze brennen und ein Gefäß mit Weihwasser bereitstehen, damit Beter den Leichnam damit besprengen können. In ländlichen Regionen ist auch der Sterberosenkranz üblich, ein gemeinschaftliches Beten des Rosenkranzes an einem oder mehreren Abenden vor dem Tag der Beisetzung. In der Regel wird bis zur Beisetzung und am Sonntag nach der Beisetzung in den Gemeindegottesdiensten und im Stundengebet des Verstorbenen gedacht. Etwa 40 Tage nach dem Begräbnis wird mancherorts das Sechswochenamt gefeiert.

### Papstbegräbnis
Nach dem Tod des Papstes finden über einen Zeitraum von neun Tagen die Trauerfeierlichkeiten für den Papst statt, wobei die eigentliche Beisetzung, traditionell in der Krypta des Petersdomes, nicht vor dem vierten und nicht nach dem sechsten Tag nach dem Tod des Papstes stattfindet. Für das Begräbnis eines Papstes gelten die Abläufe eines Begräbnisses mit drei Stationen. Im Jahr 2024 vereinfachte Papst Franziskus die Regeln und Rituale hierfür. Beginnend mit seiner eigenen Bestattung sollen Päpste nicht mehr in drei ineinanderpassenden Särgen aus Zypresse, Blei und Eiche bestattet werden, sondern in einem einzigen Holzsarg. Die Aufbahrung von Päpsten soll ohne Katafalk erfolgen. Das vereinfachte Ritual solle zeigen, dass das Begräbnis eines Papstes „das eines Hirten und Jüngers Christi ist und nicht das eines mächtigen Mannes dieser Welt“ sei.

### Authentische liturgische Ausgaben
- Ordo Exsequiarum. Editio typica (1969).
- Ordo Exsequiarum Romani Pontificis. Libreria Editrice Vaticana 2005, ISBN 88-209-6942-4;
inzwischen abgelöst durch die am 29. April 2024 von Papst Franziskus approbierte Fassung Editio typica altera, hrsg. vom Officium de liturgicis celebrationibus Summi Pontificis.[18]
- Rituale Romanum. Libreria Editrice Vaticana 2004, ISBN 88-209-7436-3.
- Die kirchliche Begräbnisfeier in den Bistümern des deutschen Sprachgebietes. Zweite authentische Ausgabe auf der Grundlage der Editio typica 1969. Herder, Freiburg 2009, ISBN 978-3-451-32205-1. Online-Ausgabe (liturgie.de). Häufig ersetzt durch:
- Die kirchliche Begräbnisfeier. Manuale, herausgegeben im Auftrag der Deutschen Bischofskonferenz, der Österreichischen Bischofskonferenz und der Schweizer Bischofskonferenz sowie des Bischofs von Bozen-Brixen und des Bischofs von Lüttich, Deutsches Liturgisches Institut, Trier 2012, ISBN 978-3-937796-12-3.

### Sekundärliteratur
- Ferdinand Probst: Die Exequien. Laupp, Tübingen 1856 (Digitalisat).
- Reiner Kaczynski: Sterbe- und Begräbnisliturgie. In: Bruno Kleinheyer, Emmanuel von Severus, Reiner Kaczynski: Sakramentliche Feiern II (= Gottesdienst der Kirche, Handbuch der Liturgiewissenschaft Teil 8). Pustet, Regensburg 1984, ISBN 3-7917-0940-2, S. 193–232.
- Heinzgerd Brakmann: Leb wohl! – Sei Gott befohlen! Zu Sinn und Gestalt der Begräbnisfeier. In: Weizenkorn. S 1, 1985, ZDB-ID 1056589-9, S. 68–71.
- Klemens Richter (Hrsg.), Monika Ausel (Mitverf.): Der Umgang mit den Toten. Tod und Bestattung in der christlichen Gemeinde (Quaestiones disputatae 123). Herder Verlag, Freiburg/Basel/Wien 1990, ISBN 3-451-02123-4.
- Reiner Kaczynski: Begräbnis. In: Walter Kasper (Hrsg.): Lexikon für Theologie und Kirche. 3. Auflage. Band 2. Herder, Freiburg im Breisgau 1994, Sp. 146 ff.
- Cécile Trefford: L’Église carolingienne et la mort. Christianisme, rites funéraires et pratiques commémoratives (Collection d’histoire et d’archéologie médiévales 3). Presses universitaires de Lyon – Centre interuniversitaire d’histoire et d’archéologie médiévales, Lyon 1996, ISSN 1255-2380.
- Bonnie Effros: Caring for Body and Soul. Burial and Afterlife in the Merovingian World. Pennsylvania State University Press, University Park PA 2002, ISBN 0-271-02196-9.
- Antigone Samellas: Death in the Eastern Mediterranean (50–600 A.D.). The Christianization of the East: an Interpretation(Studien und Texte zu Antike und Christentum 12). Mohr Siebeck, Tübingen 2002, ISBN 3-16-147668-9.
- Ulrich Volp: Tod und Ritual in den christlichen Gemeinden der Antike. Brill, Leiden u. a. 2002, ISBN 90-04-12671-6 (Vigiliae Christianae, Supplements 65; zugleich: Bonn, Univ., Diss., 2000/2001).
- Éric Rebillard: Religion et sépulture. L’Église, les vivants et les morts dans l’Antiquité tardive (= Civilisations et Sociétés, 115). Éditions de l’École des Hautes Études en Sciences Sociales, Paris 2003, ISBN 2-7132-1792-X.
- Sekretariat der Deutschen Bischofskonferenz (Hrsg.): Tote begraben und Trauernde trösten. Bestattungskultur im Wandel aus katholischer Sicht. Bonn 2005, DNB 976297477 (Die deutschen Bischöfe, 81).
- Sekretariat der Deutschen Bischofskonferenz (Hrsg.): Die kirchliche Begräbnisfeier. Pastorale Einführung (Deutsche Bischofskonferenz. Arbeitshilfen, 232). Sekretariat der Deutschen Bischofskonferenz, Bonn 2009.
- Sekretariat der Deutschen Bischofskonferenz (Hrsg.): „Der Herr vollende an Dir, was er in der Taufe begonnen hat.“ Katholische Bestattungskultur angesichts neuer Herausforderungen (Die deutschen Bischöfe 97). Bonn 2011, DNB 1018426701.
- Winfried Haunerland: Eine Ergänzung für die Pastoral. Zum Manuale „Die kirchliche Begräbnisfeier“. In: Gottesdienst 46 (2012) 137–140.